# Bedum
Bedum là một đô thị tại tỉnh Groningen, Hà Lan. Đô thị này có diện tích 44,96 ki-lô-mét vuông, dân số năm 2005 khoảng 10.000 người. Đây là một trong những đô thị vệ tinh lớn nhất của Groningen. Ở đây có 3 siêu thị, nhiều quán ba và nhà thờ lớn có tháp nghiêng. Cầu thủ bóng đá Arjen Robben sinh ra tại đây ngày 23 tháng 1 năm 1984. 

## Các trung tâm chính
- Bedum
- Noordwolde
- Onderdendam
- Zuidwolde
- Ellerhuizen
- Westerdijkshorn